# 올림픽 스위스 선수단
올림픽 스위스 선수단은 스위스를 대표하여 올림픽에 참가하는 선수단이다. 스위스는 1896년 제1회 올림픽에 처음으로 참가한 이후 모든 대회에 선수들을 파견해 왔다. 스위스는 멜버른에서 열린 1956년 하계 올림픽 경기만 보이콧했지만, 그 해 초 스웨덴 스톡홀름에서 열린 승마 경기에서는 스위스 마장마술 팀이 동메달을 획득했다.
스위스 국가 올림픽 위원회는 1912년에 창설되어 승인되었다.

## 같이 보기
- 분류:스위스의 올림픽 참가 선수